# Irina Anatoljewna Iljinych
Irina Anatoljewna Iljinych geborene Bykowa (russisch Ирина Анатольевна Ильиных geb. Быкова; * 29. Januar 1972 in Tobolsk, Oblast Tjumen, Sowjetunion) ist eine ehemalige russische Biathletin.
Irina Iljinych erreichte ihren größten internationalen Erfolg – damals noch unter ihrem Geburtsnamen Bykowa startend, als sie bei den Biathlon-Europameisterschaften 1999 im heimisch-russischen Ischewsk an der Seite von Swetlana Tschernoussowa, Natalja Sokolowa und Irina Djatschkowa den Titel im Staffelrennen vor den Vertretungen aus Norwegen und Polen gewann. Es war die erste Europameisterschaft, bei der in der Frauenstaffel vier statt drei Läuferinnen eingesetzt wurde, was Bykowa zu ihrem erfolgreichen Einsatz verhalf. 1999 wurde sie russische Meisterin.
Sie heiratete ihren Trainer Nikolai Iljinych, der unter anderem auch Kampfrichter bei den Olympischen Winterspielen 2014 in Sotschi war. Sie selbst ist ebenfalls als Kampfrichterin tätig. Wie zahlreiche andere ehemalige Biathleten trug sie die Fackel während einer Etappe des olympischen Fackellaufs nach Sotschi.